# Platycerium wilhelminae
Platycerium wilhelminae là một loài dương xỉ trong họ Polypodiaceae. Loài này được Reginae v.A.v.R. mô tả khoa học đầu tiên năm 1908.
Danh pháp khoa học của loài này chưa được làm sáng tỏ. 